# Tredelningsmetoden
Tredelningsmetoden är en informativ process som kan användas för att hitta ett föremål med avvikande vikt i en mängd av i övrigt lika föremål, till exempel ett falskt mynt i en mängd av äkta. 
Föremålen delas upp i tre högar så att två av högarna har lika många objekt. Dessa två högar vägs på en balansvåg som genast visar om högarna har samma vikt eller ej. Har de det är det tredjehögen det avvikande föremålet måste finnas i. Väger de ojämnt finns det avvikande föremålet i en av högarna, och beroende på om det avvikande föremålet är tyngre eller lättare än de övriga kan man genom denna enda mätning få information om vilken av de tre högarna avvikaren finns i. Den avvikande högen delas på nytt i tre högar på samma sätt och vägs tills det avvikande föremålets utpekats. 
Om man saknar misstanke om vilket av föremålen som avviker i vikt är strategin att dela högarna i så lika stora delar som möjligt den som i genomsnitt leder till minst antal vägningar. Har man från början skäl att misstänka att avvikaren finns bland vissa av föremålen kan det vara en snabbare metod att placera de misstänkta föremålen i den tredje gruppen som görs mindre än de två som vägs.